# L'Île (Genève)
Pour les articles homonymes, voir L'Île.
L'Île désigne une île fluviale sur le Rhône faisant partie du territoire de la ville de Genève. Son histoire est marquée dès l'Antiquité par les ponts sur le Rhône qui en font un point de passage stratégique. À l'époque moderne, l'Île est urbanisée et se transforme en un quartier dense en logements et activités.

## Géographie
L'Île a pour origine un banc de sable qui séparait le Rhône en deux bras. Le banc était composé de deux îlots. Le plus grand, côté amont, portait le nom de grande île, le plus petit, côté aval, portait le nom de petite île.

## Histoire
L'Île se trouve à l'emplacement du pont que Jules César fit abattre pour contenir les Helvètes.
Le château de l'Île fut érigé au XIIIe siècle puis démoli au siècle suivant.

## Transports
A l'exception de la rue des Moulins et de la rue de la Tour de l'Île, l'Île est entièrement piétonne. La rue de la Tour de l'Île est réservée à la circulation du tramway. La rue des Moulins est ouverte à la circulation automobile.
L'Île est desservie par les Transports publics genevois avec les lignes de tramway 14 et 18, les lignes de trolleybus 3, 7, 10 et 19 et les lignes de bus 5, 20 et 80.
Au départ du débarcadère du quai des Moulins, la société Swissboat propose des croisières sur le Rhône.

## Ponts
Les différents ponts construits pour relier l'Île aux rives du Rhône ont accompagné les moments historiques significatifs de l'histoire et du développement économique de Genève.
- Les Ponts de l'Île sont formés par deux doubles ponts qui relient l'Île aux deux rives du Rhône. Ils forment de part et d'autre de l'Île deux esplanades consacrées principalement à la circulation des transports publics.

- La Passerelle de l'Île permet aux piétons de rejoindre l’Île depuis le Quai de la Poste.

- Une passerelle piétonne relie l'Île au Pont de la Machine, à l’est, elle surplombe un système de rideau entre les deux bras du Rhône.

- La promenade des Lavandières s’étend à l’ouest entre les bras du Rhône vers le Bâtiment des Forces motrices (anciennement usine de la Coulouvrenière), elle débute par une passerelle[4].

D'amont en aval
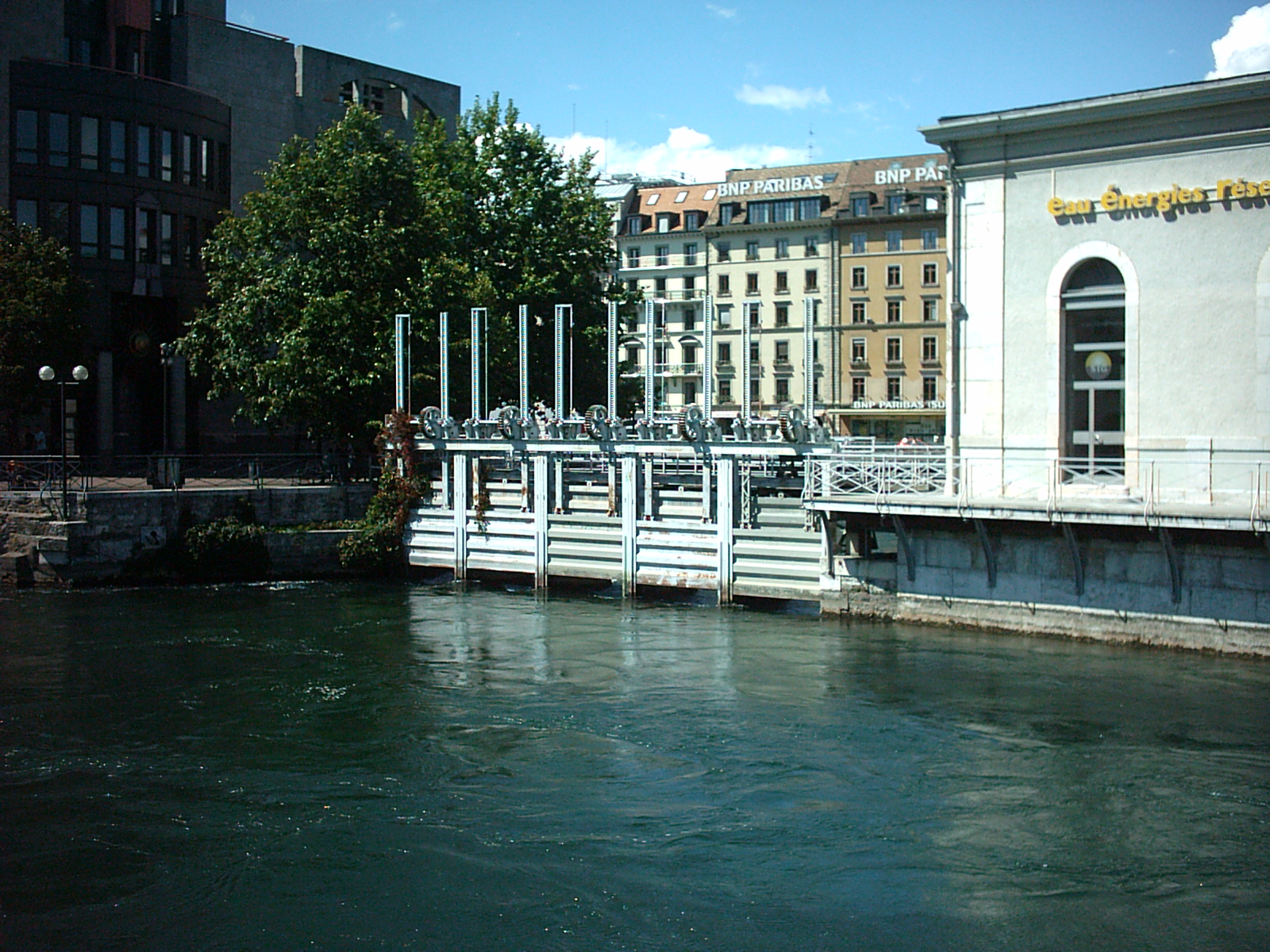
Passerelle vers le Pont de la Machine
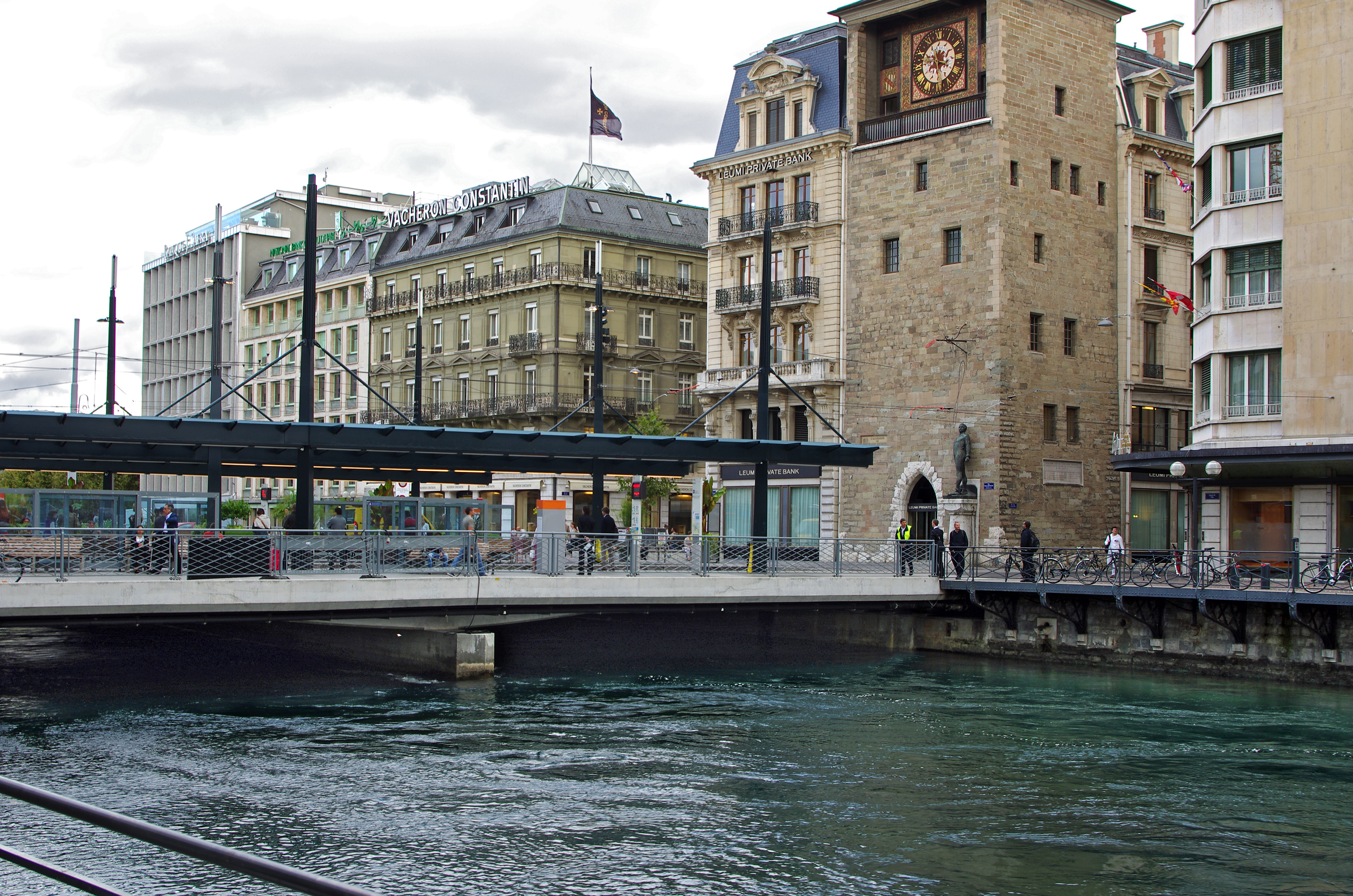
Ponts de l'Île, bras gauche
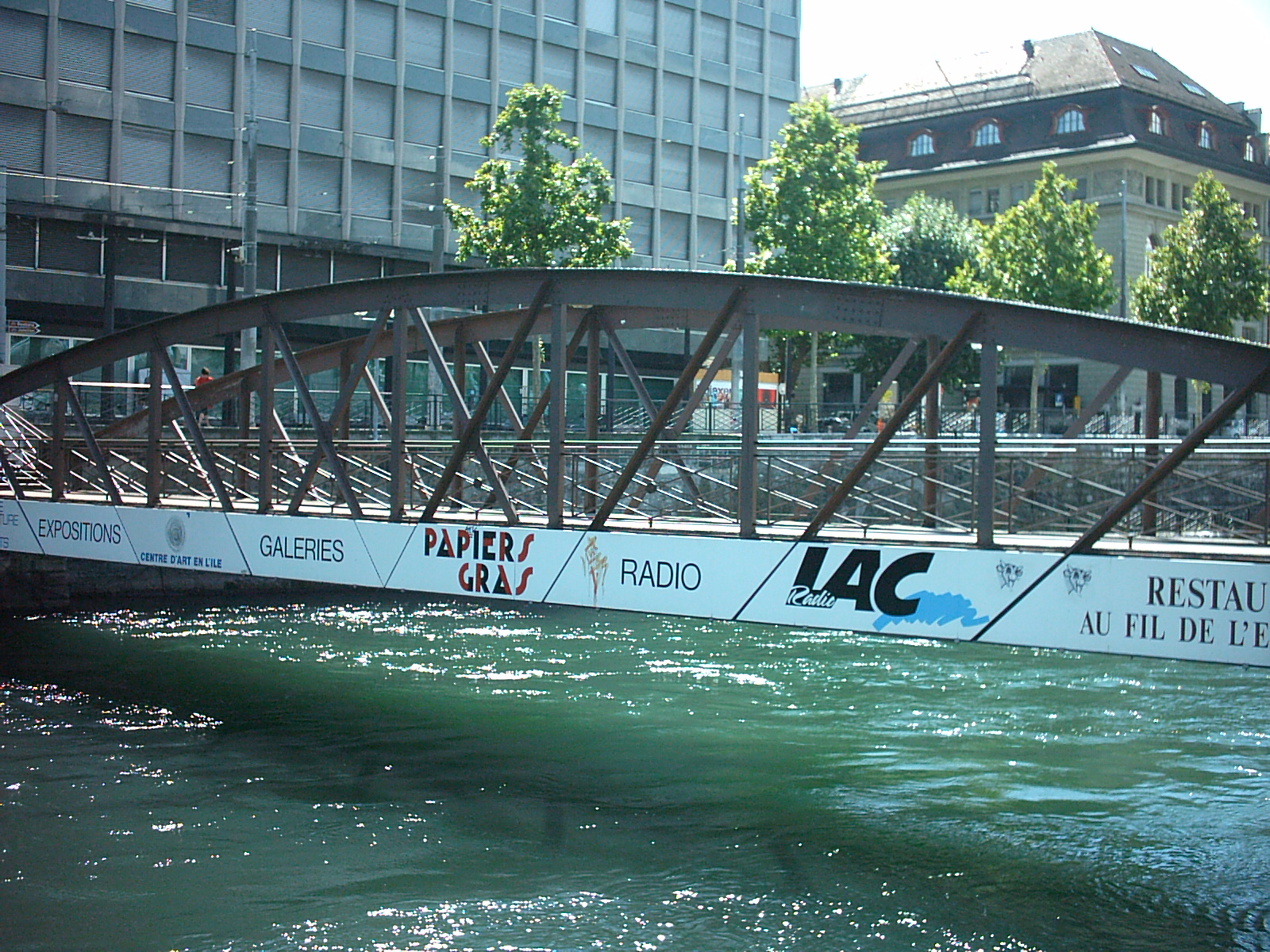
Passerelle de l'Île, quai de la Poste
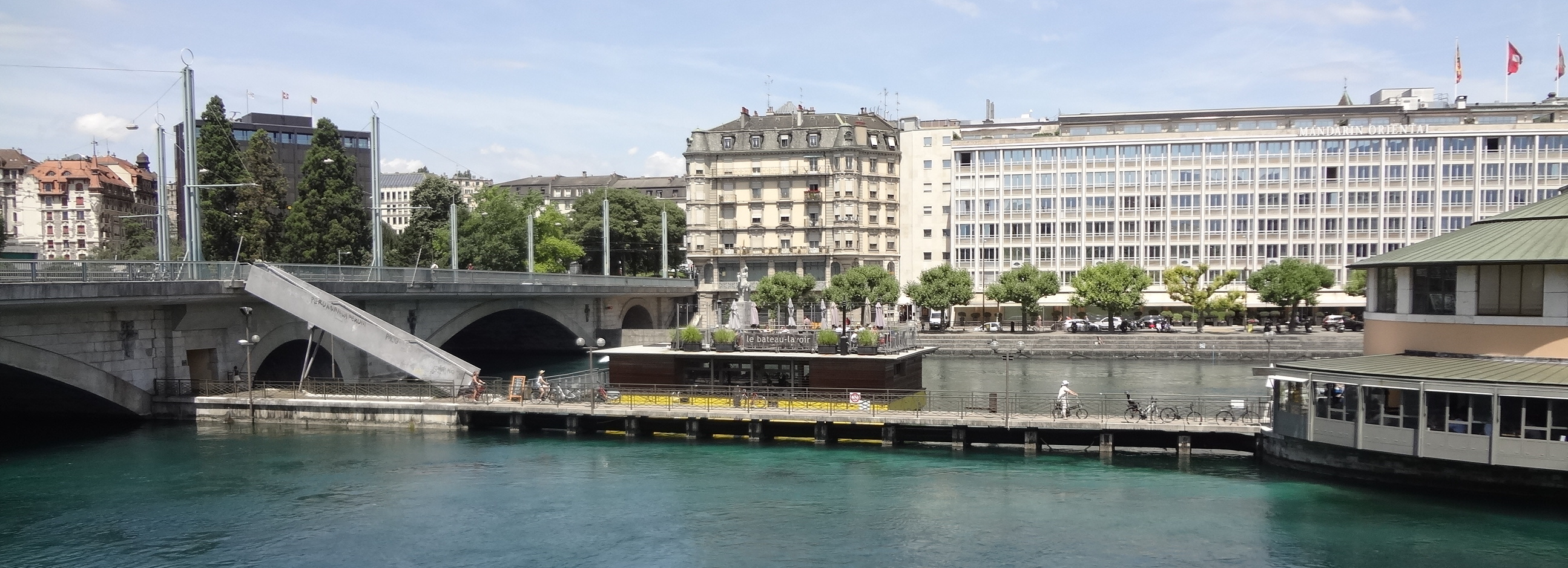
Promenade des Lavandières, avec le bateau-lavoir et à gauche le Pont de la Coulouvrenière

## Rues et places
- Rue des Moulins
- Rue de la Tour-de-L'Île
- Quai de l'Île[5]
- Quai des Moulins[6]
- Place de l'Île
- Place Philibert Berthelier

## Bâtiments
- La Tour de l'Île[7].
- Les Halles de l'Île, anciens abattoirs de la Ville de Genève.

## Monuments
Une statue de Philibert Berthelier est adossée à la Tour de l'Île.

## Galerie

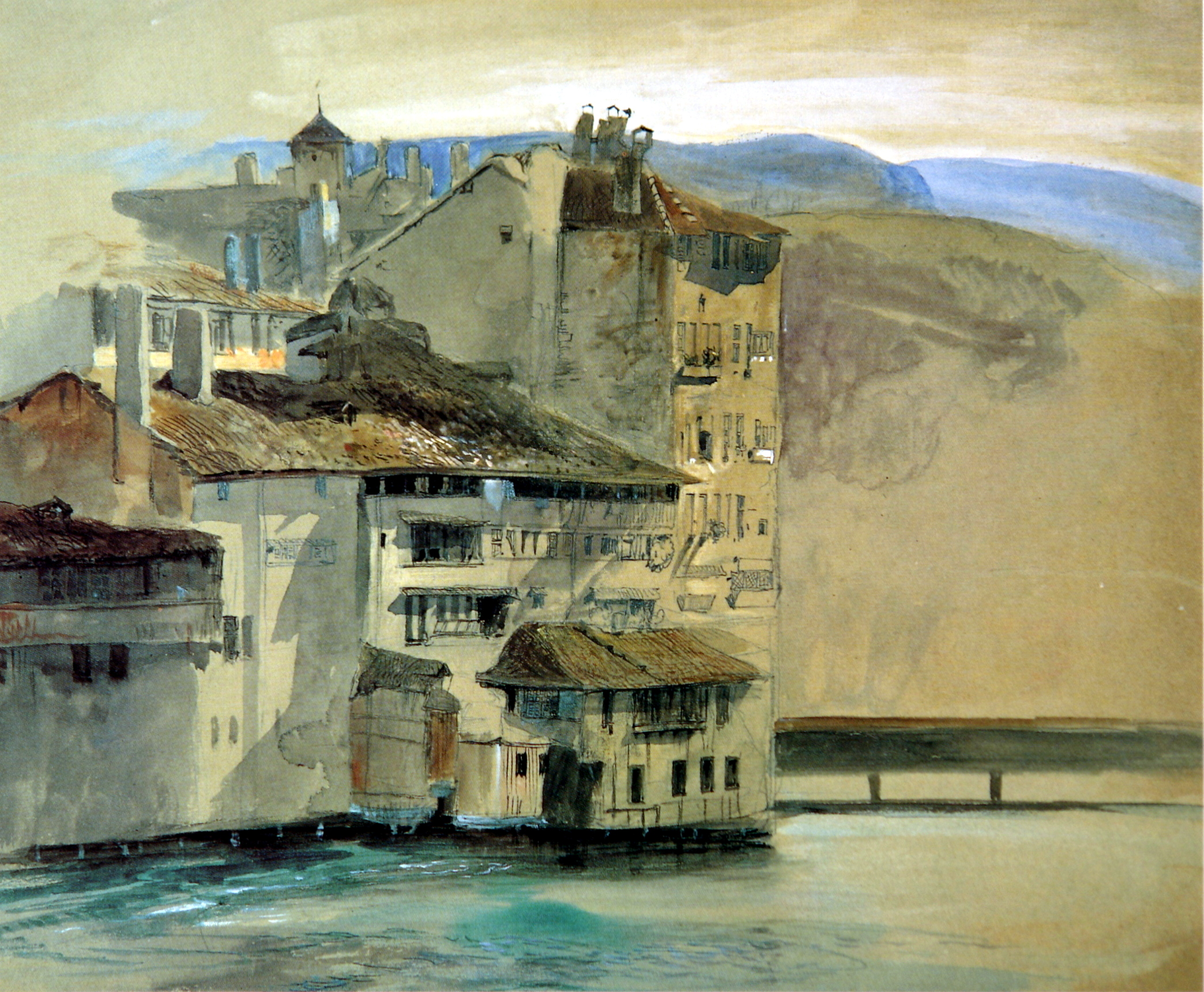
Début du XIXe siècle
Vue aérienne, 1949
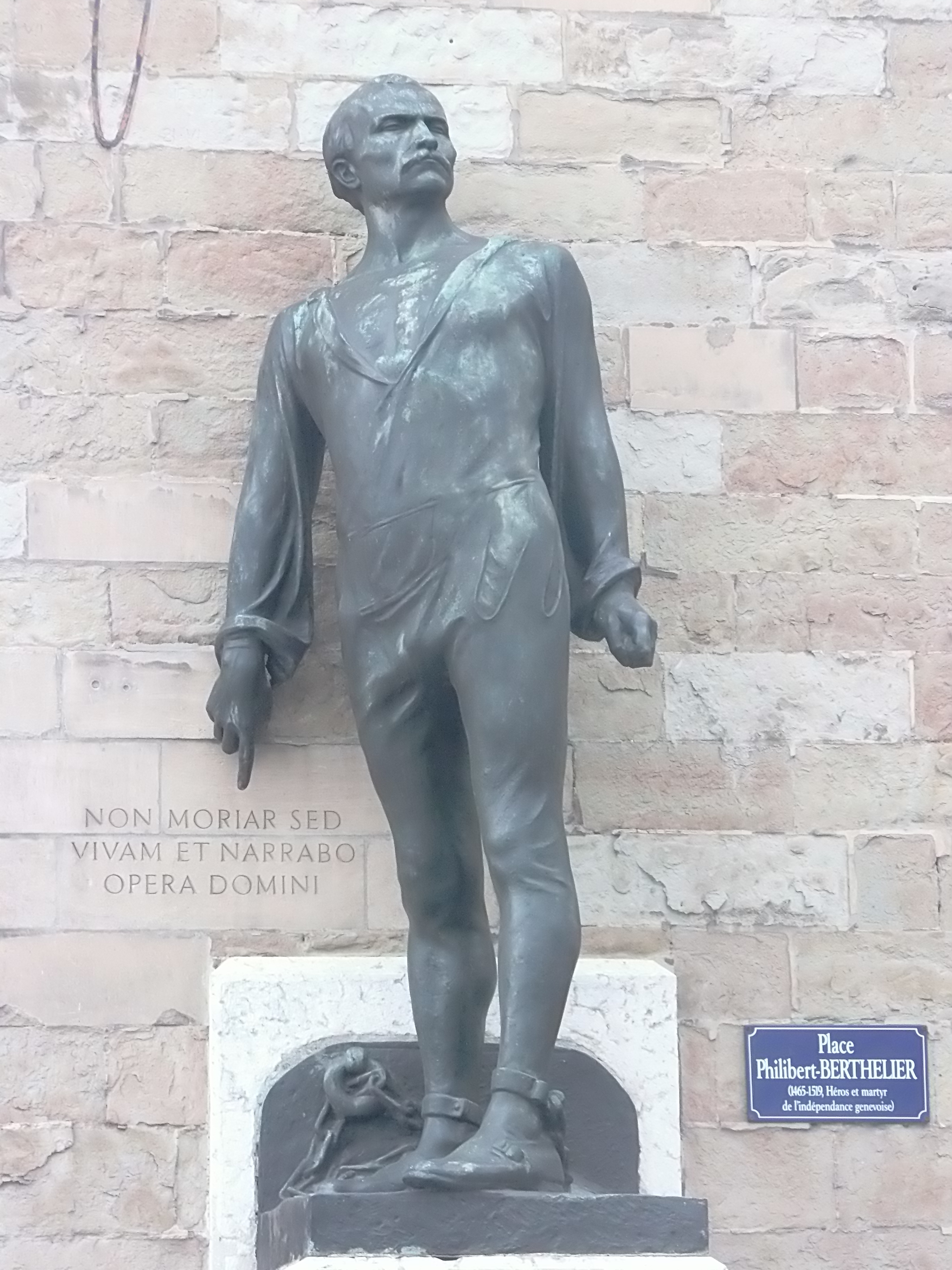
Philibert Berthelier
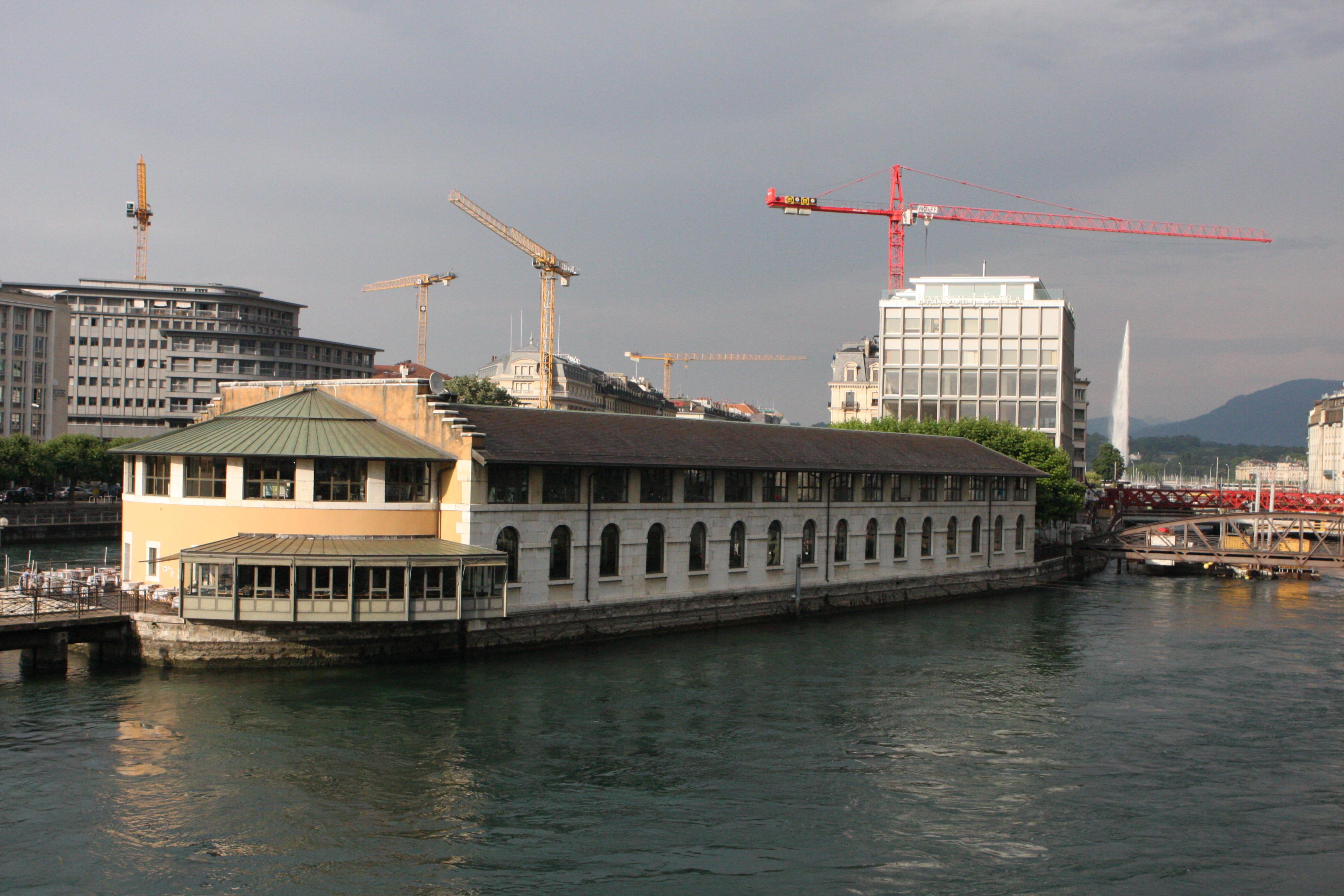
Halles de l'Île
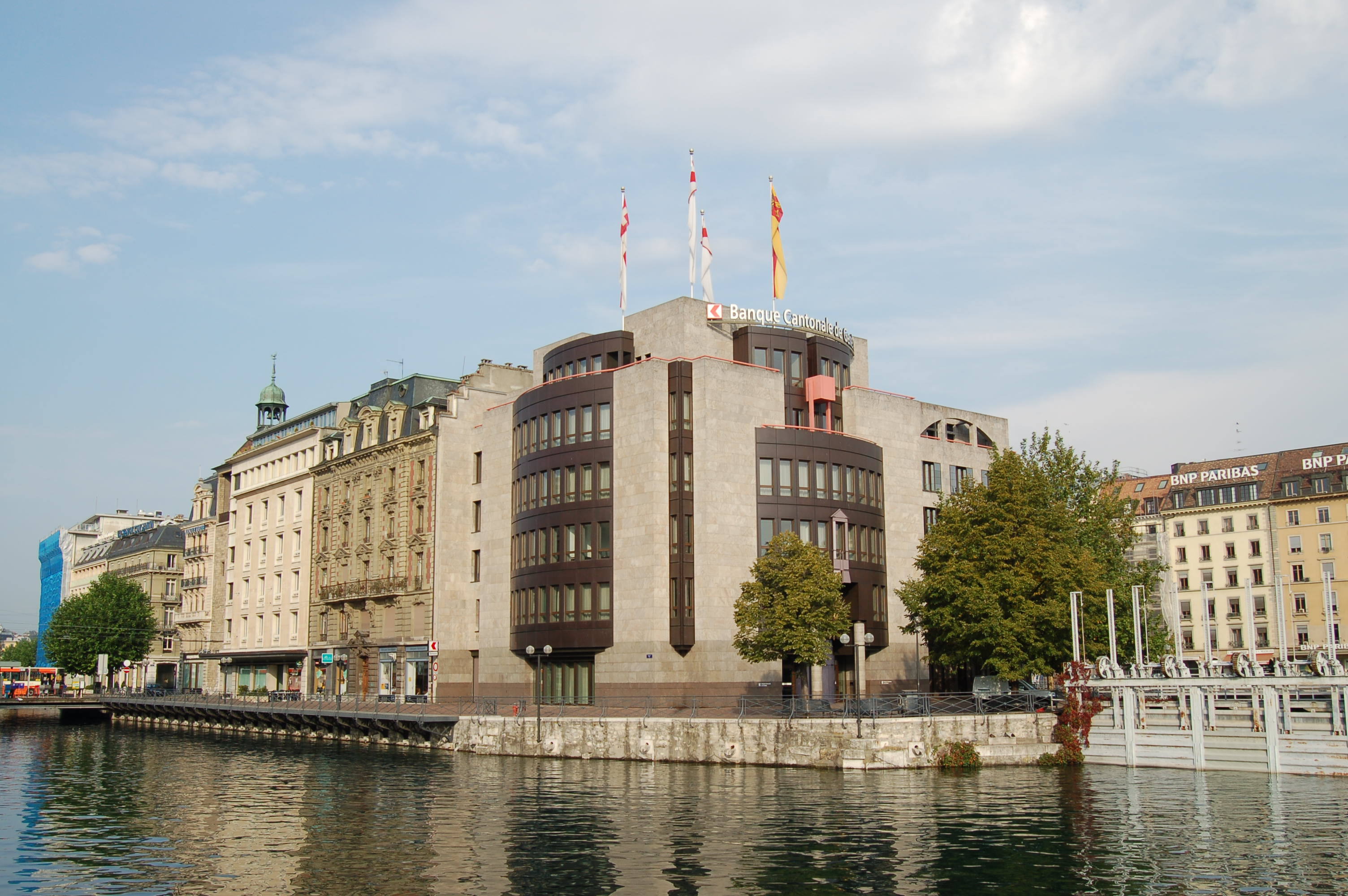
Banque cantonale